# Fruits Basket
Fruits Basket (フルーツバスケット Furūtsu Basuketto?), câteodată prescurtat ca Furuba (フルバ?), este o serie manga japoneză scrisă de Natsuki Takaya. Aceasta a apărut în revista japoneză semi-lunară Hana to Yume, publicată de Hakusensha, din 1999 până în 2006. Mai târziu, seria a fost adaptată în 26 de episoade anime, regizate de Akitaro Daichi.
Titlul provine de la jocul omonim foarte îndrăgit de copiii japonezi (similar cu Păsărică, mută-ți cuibul).

## Acțiunea
„Fruits Basket” prezintă viața unei eleve de liceu, numită Tohru Honda, care a rămas orfană după ce mama ei, Kyoko Honda, a murit într-un accident de mașină. După aceasta, Tohru a locuit cu bunicul ei, dar atunci când casa lui a trebuit renovată, Tohru se găsește nevoită să locuiască într-un cort în pădure. În ciuda traiului greu, Tohru rămâne optimistă.
Într-o zi, Tohru dă din întâmplare peste casa colegului ei de clasă Yuki Sohma și a vărului lui Shigure Sohma. Când aceștia descoperă că Tohru locuia într-un cort, sunt surprinși de aceasta. Întreaga zonă era proprietatea familiei Sohma, iar Tohru le cere permisiunea de a locui în continuare în cort. Fiindu-le milă de ea, cei doi îi oferă o cameră în schimbul treburilor casnice. După ce o alunecare de teren îi acoperă cortul, inclusiv poza mamei și uniforma școalară, nu are altă soluție decât să accepte. La scurt timp după ce se mută, Kyo Sohma vine să-l provoace pe Yuki.
Tohru descoperă apoi secretul familiei Sohma și cauza pentru care Yuki era foarte misterios la școală: 13 membri ai familiei Sohma erau posedați de spiritele celor 12 animele din Zodiacul Chinezesc (jyūnishi în limba japoneză) și spiritul pisicii care, conform legendei, nu a fost inclusă în zodiac. Aceștia se transformă în animale când sunt îmbrățișați de sexul opus sau în condiții de stres psihic sau fizic. Când Tohru promite să păstreze secretul, familia Sohma îi permit lui Tohru să-și păstreze amintirile în loc să i le șteargă prin hipnoză, ceea ce se întâmpla cu toate persoanele din afara familiei Sohma care află secretul.
Povestea urmează viețile lui Tohru și a familiei Sohma. După ce locuiește cu familia Sohma, lui Tohru începe să-i placă, apoi să iubească și încearcă să oprească blestemul zodiacului.

### Diferențe dintre manga și anime
În mare parte, edisoadele anime sunt foarte asemănătoare capitolelor din manga. Totuși, anime-ul aduce niște schimbări poveștii. Unele evenimente sunt combinate, iar altele, ca prima întâlnire a lui Tohru cu Momiji și toate referirile la șapca de baseball a lui Tohru, nici nu apar. Anime-ul, de asemenea, adaugă întâmplări în care membrii familiei Sohma sunt transformați accidental în animale de către Tohru. De exemplu, în episodul 6, când Hanajima și Uotani vizitează casa familiei Sohma, anime-ul prezintă o serie de transformări accidentale, pe când în manga, nu are loc nici o transformare.

## Personaje
Tohru Honda (本田 透 Honda Tōru?)
Dublaj voce: Yui Horie (japoneză), Laura Bailey (engleză)
Tohru, o elevă de liceu orfană, care începe să locuiască cu Shigure, Yuki și Kyo Sohma în schimbul treburilor casnice. Îi place să gătească și se descrie ca o gospodină desăvârșită, și lucrează cu jumătate de normă ca femeie de servici pentru a strânge bani să-și plătească taxele școlare, nevrând să fie o povară pentru bunicul ei. Ea este politicoasă, optimistă și foarte dranică; fiind sfătuită de unele personaje, ca Rin, Kyo, și Hanajima, să aibă mai multă grijă de ea decât de celelalte persoane. Tohru vorbește de obicei formal, dar nu întotdeauna corect, fiind un obicei moștenit de la tatăl ei, Katsuya, după ce a murit, ca un mijloc de a-l înlocui în ochii mamei ei. Mama lui Tohru, Kyoko, a crescut-o singură până a murit într-un accident de mașină, la scurt timp după ce Tohru a intrat la liceu. Tohru ,de multe ori, o numește pe Kyoko cea mai importantă persoană din viața ei și îi prețuiește fotografia. În prima jumătate a seriei, în timp ce învață despre blestem și că Akito este ”zeul” zodiacului, dezvoltă dorința de desface blestemul. Mai târziu, ea recunoaște că vrea cel mai mult să-l salveze pe Kyo. Datorită încăpățânării sale, ea reușește să-i elibereze pe Kyo și pe prietenii ei. În ultimul capitol, ea se mută alături de Kyo în alt oraș pentru ca el să-și continue antrenamentul.
Yuki Sohma (草摩 由希 Sōma Yuki?)
Dublaj voce: Aya Hisakawa (japoneză), Eric Vale (engleză)
Yuki este șobolanul din Zodiacul Chinezesc. Aceste este prezentat ca fiind un tânăr atrăgător și retras cu multe admiratoare, dar căruia i se pare greu să fie prietenos. Akito Sohma l-a ținut izolat și l-a convins că nimeni nu-l place; din această cauză, Yuki are puțină încredere în sine. Este cunoscut ca ”Prințul Yuki” la școală, unde are un întreg fan club condus de Motoko Minagawa care încearcă să-l ”protejeze” de alte admiratoare. Totuși, Yuki speră să se împrietenească cu acei oameni, în loc să fie admirat de departe. Acesta este mișcat când, fiind în situația de a-i fi amintirile despre familia Sohma șterse, Tohru îi cere să rămână în continuare prieteni. Când Yuki avea 6 sau 7 ani, acesta a fugit de la Akito și a fost acela care a ajutat-o pe Tohru să-și găsescă mama când se rătăcise. De atunci, Yuki a început să o iubească pe Tohru. Ca șobolan, Yuki urăște pisica zodiacului, Kyo. Mai târziu, Yuki se atașează de Machi Kuragi, o tânără cu o copilărie traumatizantă, și se îndrăgostește de ea.
Kyo Sohma (草摩 夾 Sōma Kyō?)
Dublaj voce: Tomokazu Seki (japoneză), Jerry Jewell (engleză)
Kyo este blestemat de o pisică, nu unul dintre animalele din zodiac, dar conform legendei ar fi fost dacă nu ar fi fost păcălit să rateze banchetul de introducere. Acesta este descris ca un tânăr cu părul portocaliu,carismatic și nervos,care inițial se simțea ciudat printre oameni. De asemenea, este foarte competitiv, fiind ușor manipulat în a face anumite lucruri pe care nu le vrea transformându-le într-o competiție - în special împotriva lui Yuki. Ca pisică, Kyo îl urăște pe Yuki, șobolanul zodiacului chinezesc și și-a dedicat viața înfrângerii lui. La scurt timp după începerea seriei, Kyo a făcut un pariu cu Akito: Dacă îl învinge pe Yuki până la absolvirea liceului, va fi acceptat în zodiac. În ciuda multelor luni de antrenament, Kyo nu a reușit să-l lovească măcar o dată pe Yuki. Rivalitatea dintre cei doi o stresează pe Tohru care, îi plăcea pe amăndoi și devine mai îngrijorată când cei doi nu se bat. În ultimul capitol, Kyo și Tohru se mută din casa lui Shigure în alt oraș, iar apoi sunt arătați ca un cuplu iubitor cu o nepoată.